# احساسات (ترانه)
احساسات ترانه‌ای از کالوین هریس با همراهی کیتی پری ،بیگ شان و فارل ویلیامز است که در  ۱۶ ژوئن ۲۰۱۷ منتشر شد.